# 2046 (película)
2046 es una película china (filmada en Shanghái), escrita y dirigida por Wong Kar-wai, estrenada en el 2004. Es una secuela de Días salvajes (en inglés, Days of Being Wild, estrenada en 1991) y de Deseando amar (también conocida como Con ánimo de amar, estrenada en 2000). Esta continúa la vida amorosa de Chow Mo-wan en la década de los años 60 de Hong Kong e incluye algunos elementos de ciencia ficción, mezclando géneros de manera innovadora. Además de cantonés y mandarín, se habla japonés, y la banda sonora cuenta con temas en español. La película sigue la línea estética de las anteriores, destacando el uso de iluminaciones singulares, encuadres muy estudiados y movimientos de cámara hiperlentos, junto con una devoción por interiorismos de glamur decadente.

## Productores
- Eric Heumann - coproductor
- Amedeo Panaghi - coproductor
- Marc Sillam - coproductor
- Wong Kar-wai - productor
- Zhang Yimou - productor

## Reparto
- Tony Leung Chiu Wai como Chow Mo Wan.
- Zhang Ziyi como Bai Ling.
- Faye Wong como Wang Jing Wen y wjw1967,androide del tren a 2046.
- Gong Li como Su Li-Zhen.
- Takuya Kimura como Tak.
- Carina Lau como Lulu, Mimi, y androide del tren a 2046.
- Maggie Cheung como SLZ 1960.
- Chang Chen como CC 1966.
- Dong Jie como Wang Jiewen.

## Sinopsis
Un periodista y escritor 'freelance' se aloja en el cuarto 2046 de un hotel, en el cual reflexionará sobre los significados y misterios de su vida amorosa, todo eso relacionado con una novela de ciencia ficción que escribirá. La trama representa una metáfora sobre las diferentes maneras de superar los amores imposibles del pasado y el miedo al amor futuro, a través de diferentes historias con el nexo común del protagonista.
"Si hubiera nacido en otra época, mi vida hubiera sido diferente", afirma el personaje, "No sirve de nada encontrar a la persona indicada si el momento no es el adecuado", "El amor es una cuestión de tiempo".

## Curiosidades
- El título, "2046", hace referencia al año en el que concluye la promesa de China a Hong Kong de 50 años sin cambios tras su devolución en 1997.
- El rodaje, intermitente y que se vio afectado por neumonía asiática, tuvo lugar en junio de 2000 en Corea del Sur, en septiembre de 2001 y enero de 2003 en Hong Kong, en marzo de 2002 y en septiembre de 2002 en Shanghái.

## Premios
Premios del Círculo de Críticos de Cine de Nueva York
| Categoría                           | Candidatos                                   | Resultado |
| ----------------------------------- | -------------------------------------------- | --------- |
| Mejor película en lengua extranjera | 2046                                         | Ganadora  |
| Mejor fotografía                    | Christopher Doyle Lai Yiu Fai Kwan Pun Leung | Ganadores |